# Gunung (Gunung Toar)
Gunung is een bestuurslaag in het regentschap Kuantan Singingi van de provincie Riau, Indonesië. Gunung telt 846 inwoners (volkstelling 2010).